# A Saar-vidék történelme
A Saar-vidék, németesen Saarland, mint politikai-közgazdasági egység fiatal fogalom. A tartományt csak 1920-ban hozták létre, bajor, porosz és lotaringiai birtokokból. A terület azonban fontos szerepet játszott Németország történelmében, mivel a német–francia ütközőzónában helyezkedik el. Szerepe az ipari forradalom után nőtt meg, mivel hegyei vasércben és szénben gazdagok.

## A középkor
A saarbrückeni vár 999-ben kerül először említésre, mint III. Ottó császár adománya a metzi bíborosnak. Egy évszázaddal később megjelentek a saarbrückeni grófok, akik jelentős kapcsolatokkal és befolyással rendelkeztek a szomszédos Elzász tartományban.
A Saarbrücken-dinasztia 1274-ben halt ki, területeik a lotaringiai Commercy családra, a Nassauiak egyik ágára szálltak. Ez a család 1527-ben örökül kapta a Saarwerdeni grófságot, Saarbrücken reformációra való áttérése miatt azonban ez a terület hamarosan Lotaringiára szállt. A nassau-weilburgi grófok, akik Saarbrückent örökölték, visszakaptak ugyan egy kis darabot a területből, a maradékot azonban Saarburg (Sarrebourg) városával együtt Lotaringián keresztül Franciaország kapta meg, akárcsak Saargemünd (Sarreguemines) városa, melyet a zweibrückeni grófok adtak a 13. században Lotaringiának.

## Saar-vidék francia megszállása

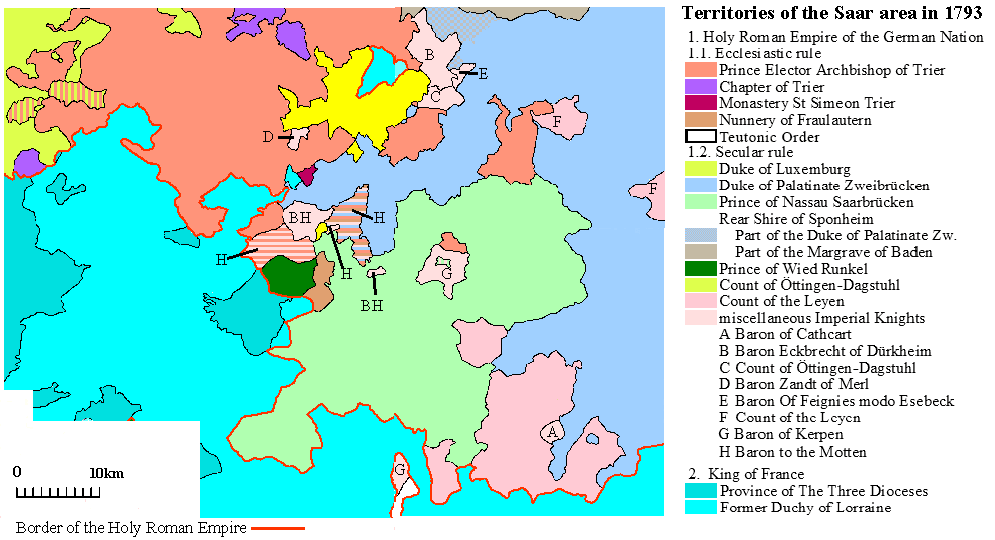
A mai Saar-vidék területe 1793-ban

Saar-vidék sokat szenvedett XIV. Lajos, a „Napkirály” háborúi alatt. A terület 1681 és 1697 között francia megszállás alatt állott. Ekkoriban épült a Saarlouis-erőd, mely 1815-ig francia kézen maradt. (Ezt a várat a hitleri idők alatt Saarlauternre keresztelték át.) 
A Saar-vidék szintén francia megszállás alatt állott 1793-tól, mígnem egy 1801-es döntés értelmében a franciák kapták meg. Ebben az évben definiálták a Rajnát határfolyóként.

## A bécsi kongresszust követő időszak
A bécsi kongresszus után, 1815-ben a terület, azaz a Saarbrückeni grófság Saarlouis-val együtt Poroszországhoz került, és a porosz Rajnai provincia (Rheinprovinz) részévé vált.

## A Saar-vidék az első világháború után
Az 1918-as győztes hatalmak, különösen Franciaország célja volt, Németország alárendelésével az ország gazdasági erejét is megtörni. Franciaország részéről ez az igény arra való reakcióként fogalmazódott meg, hogy a világháborús német megszállás alatt a francia ipari vidékek súlyos károkat szenvedtek. A francia igények a wilsoni „népek önrendelkezési jogával” szemben fogalmazódtak meg. 
Németország ipari hatalommá a 19-20. század fordulóján vált. A gyors fejlődést a nyugat-németországi,  (és sziléziai) természeti erőforrásokban gazdag vidékeknek köszönhette. Franciaország ezektől a vidékektől (elsősorban Elzász, Lotaringia, Saar-vidék) próbálta elvágni Németországot. A Rajna-vidék és az északabbra fekvő ipari központ, a Ruhr-vidék így francia megszállás alá került. Franciaország először teljes mértékben annektálni kívánta a területeket, mely törekvését Nagy-Britannia és az USA ellenállása akadályozta meg. 
A francia revanstörekvések így egy kompromisszum formájában valósultak meg. A versailles-i békeszerződésben rögzítették, hogy Németország a porosz Rajnai Provinciából és a bajor Pfalzból újraszervezett Saar-vidéket nem használhatja semmiféle katonai célra, valamint az állami erőszak gyakorlásáról (vö. rendőrség) is le kellett mondania a területen. A szerződés 1920. január 10-én lépett életbe. Tizenöt évvel később a saar-vidéki népesség a hovatartozásáról szavazott. A szavazás eredményeként német terület maradt.
Akkoriban a Saar-vidék 1900 km² területen terült el, és lakossága 800 000 fő volt. Egy kormánybizottság (Regierungskomission) látta el a kormányzási feladatokat. A bizottság tagjai: egy francia, egy saar-vidéki és három nem-német állampolgár. De facto azonban a vidék francia felügyelet, így kormányzás alatt állott. A versailles-i szerződés értelmében Németország lemondott a Saar-vidéken bányászott kőszénről Franciaország javára. A tulajdonosokat a német állam kártalanította. Egy esetleges újraegyesülés esetén – így rendelkezett a szerződés – Németországnak meg kell vásárolnia a kőszén-üzemeket Franciaországtól. 
A Saar-vidék ebben az időszakban vámjogilag is Franciaországhoz tartozott, pénzneme a frank volt. 
A franciák ilyen mértékben a németeket megalázó magatartása vezetett oda, hogy a szélsőjobb gyökeret tudott verni itt is. Hitler hatalomra lépéséig egyébként a bal oldal is erősen ellenezte a túlzott francia követeléseket, melyeket utóbbiak imperialista cselekménynek értékeltek. A Saar-vidék lakossága tehát nemzeti mozgalommal reagált a francia elnyomásra. A franciabarát „Saarbündler” párt a soron következő választásokon egyre kevesebb szavazatot kapott. A harmincas évek elején már csak 1%-ot tudtak elérni. Az autonómia iránti törekvések sem voltak ritkák és általánosságban kijelenthető, a német politika teljes palettája 1933-ig kiállt a Saar-vidék visszacsatolásának ideológiája mellett.
1935. január 13-án zajlott le a versailles-i béke által előírt népszavazás, a Saar-vidék hovatartozásáról. Az etnikai összetételnek megfelelően a 477 000 szavazó túlnyomó többsége a Németországhoz csatlakozás mellett döntött. A „Deutsche Front” nevű párt a választások során 90,8%-ot szerzett. A Népszövetség fennhatóságának megtartása mellett 46 000 szavazatot adtak le, Franciaországhoz mindössze 2000 fő akart csatlakozni. Hitler az eseményt máris saját sikereként sajátította ki.

## A Saar-vidék a hitleri időkben
A győztes népszavazás után Hitler egy birodalmi biztost, a későbbi bécsi Anschlussért felelős specialistát, Josef Bürckelt nevezte ki a tartomány vezetőjének (ún. Gauleiter). A Saar-vidéket a hitleri Németországban Saarpfalz Gau (tartomány) néven Pfalz tartománnyal egyesítették. Franciaország 1940-es lerohanása után ez a terület Lotaringiával egyesülve a Westmark nevet viselte.

## A modern Saar-vidék

A Saar-vidék zászlaja 1947 és 1956 között

A Harmadik Birodalom összeomlása után újra felmerült a „Saar-kérdés”. Franciaország ismét megpróbálta megszerezni a vasércben és kőszénben gazdag területet. Ezek az elképzelések ezúttal azonban nem feleltek meg a többi győztes ország elképzeléseinek. Utóbbiak azonban nem akarták kártalanítás nélkül hagyni a négy évig megszállás alatt szenvedő Franciaországot, így elrendelték, hogy a Saar-vidék a francia gazdasági térnek is része legyen. Az 1920-as határokhoz viszonyítva 142 településsel több került ezúttal Franciaországhoz, azonban a határt 1947-ben ismét módosították északnyugaton.
A leválasztás eredményeként a Saar-vidék hamarosan egy önálló politikai egységgé formálódott. A megszálló franciák támogatták azokat a mozgalmakat, melyek a francia annexió mellett érveltek. Utóbbiak a Mouvement pour le Rattachment de la Sarre à la France mozgalomban egyesültek. A lakosság azonban a német pártokra szavazott a választásokon.  
Az 1947. december 15-én elfogadott alkotmány német szövetségi tartományként írta le a Saar-vidéket. 
Az idő az újonnan alakult NSZK-nak dolgozott, mely a hidegháborúban a nyugati hatalmak fontos szövetségesévé vált. 1954-ben a német szövetségi kancellár, Konrad Adenauer egyezményt kötött a francia Pierre Mendès France miniszterelnökkel a Saar-vidék „europaizálásáról”. A kezdeményezést a szavazók később 67,71%-kal elutasították. 
Egy 1956. október 27-i szerződés Németországhoz rendelte a Saar-vidéket. 
1957. január 1-jén a Saar-vidék véglegesen Nyugat-Németország részévé vált.